# Anh đào châu Phi
Anh đào châu Phi, tên khoa học Prunus africana, là loài thực vật có hoa trong họ Hoa hồng. Loài này được (Hook. f.) Kalkman mô tả khoa học đầu tiên năm 1965.

## Hình ảnh

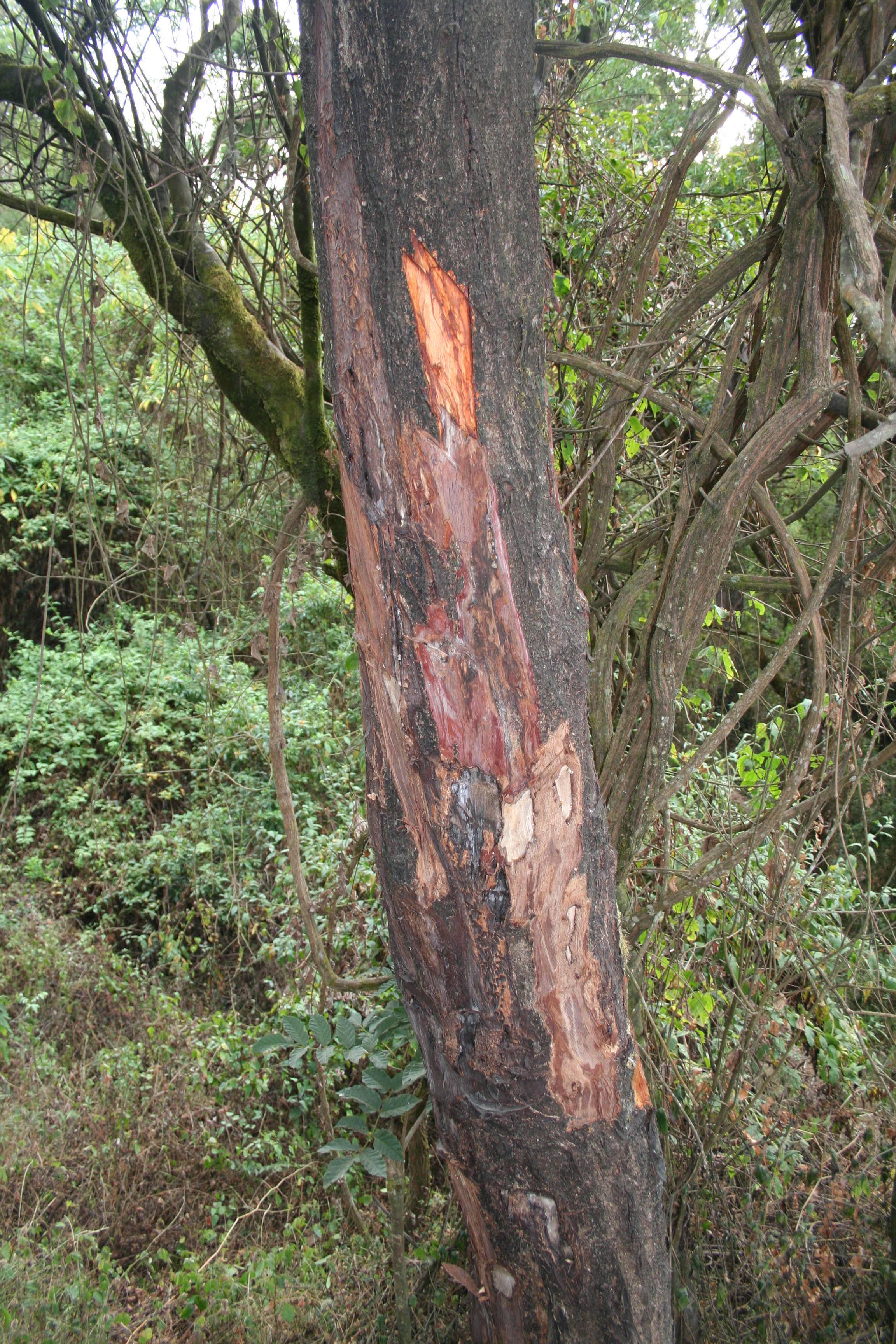
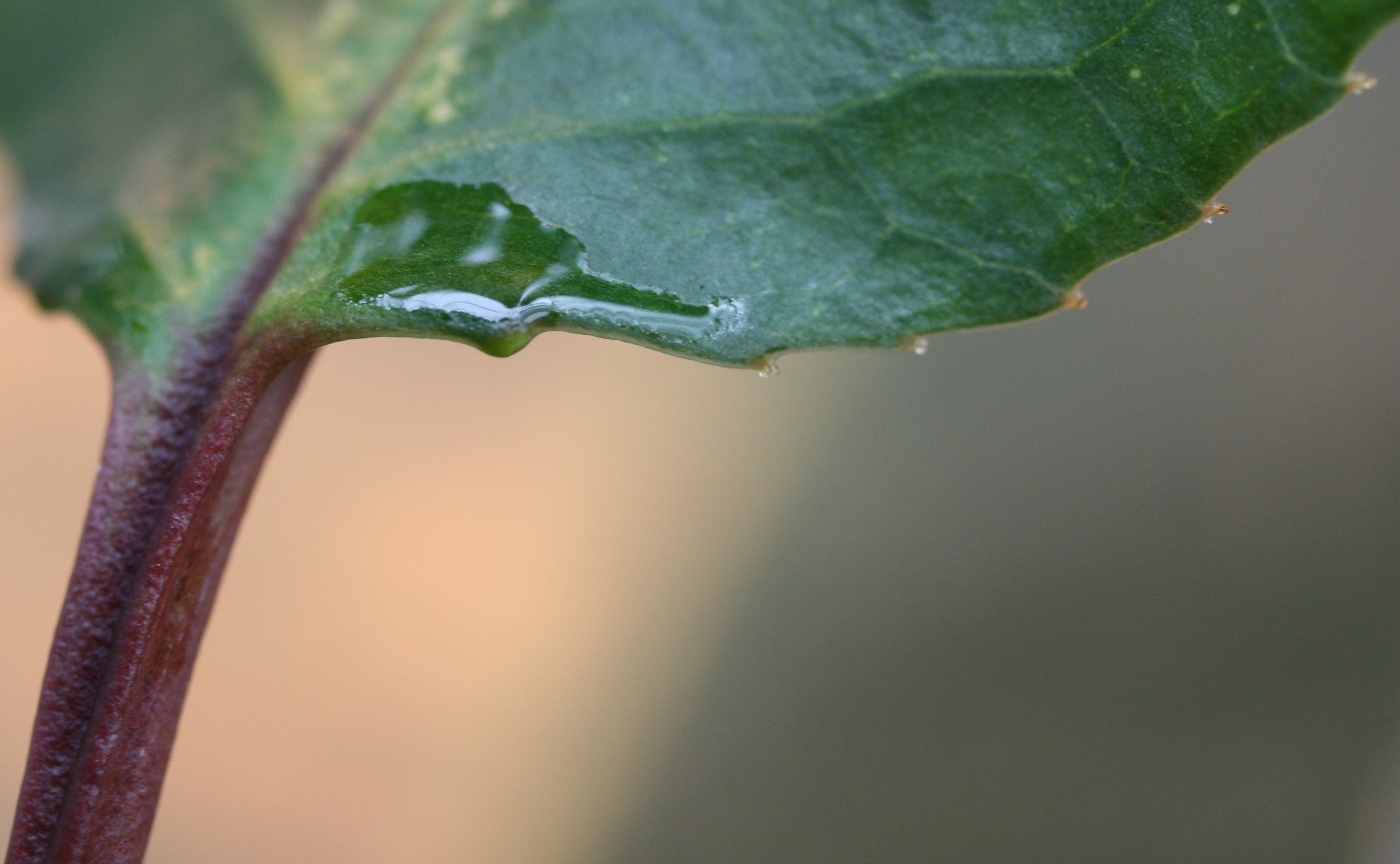
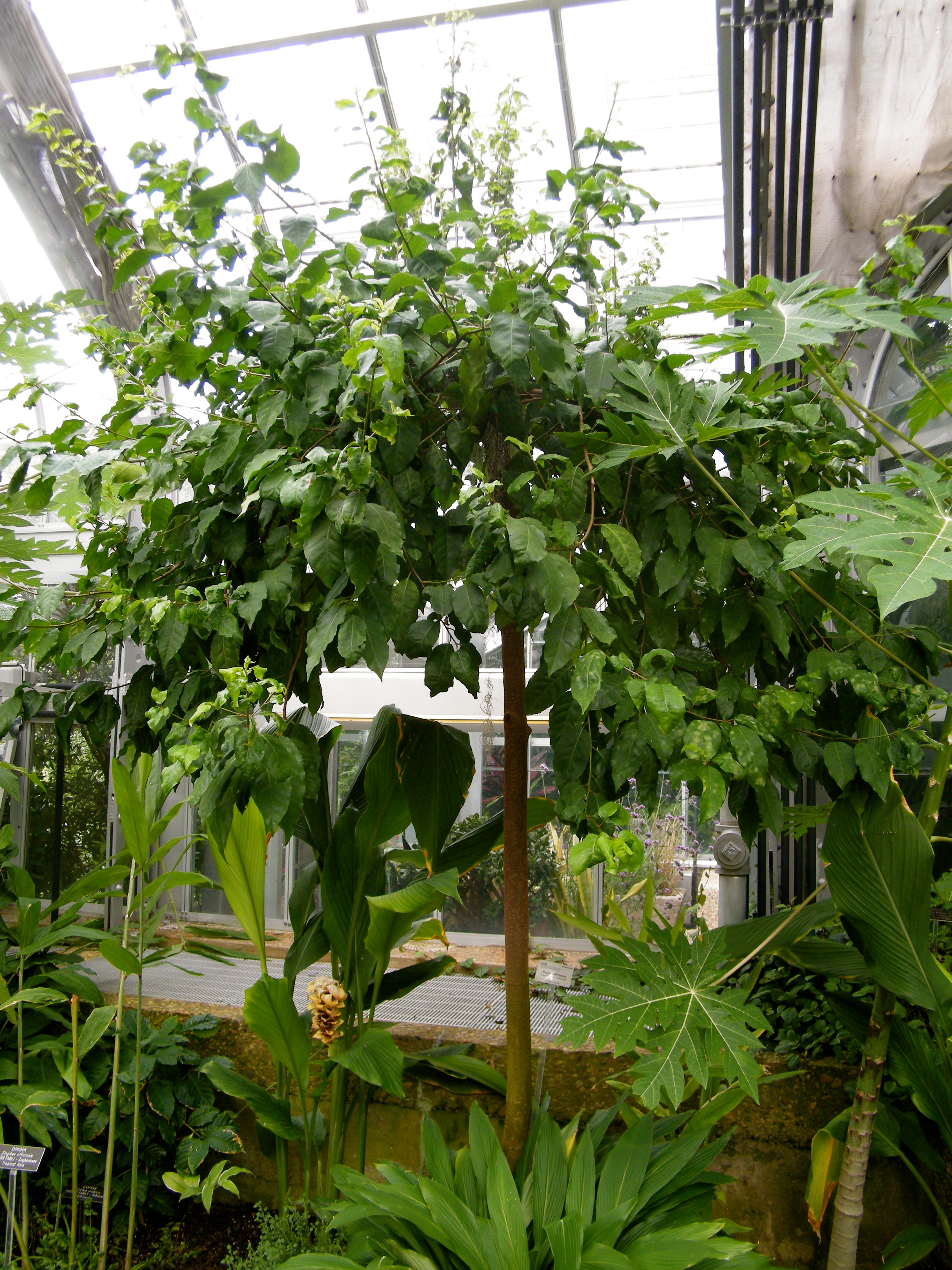
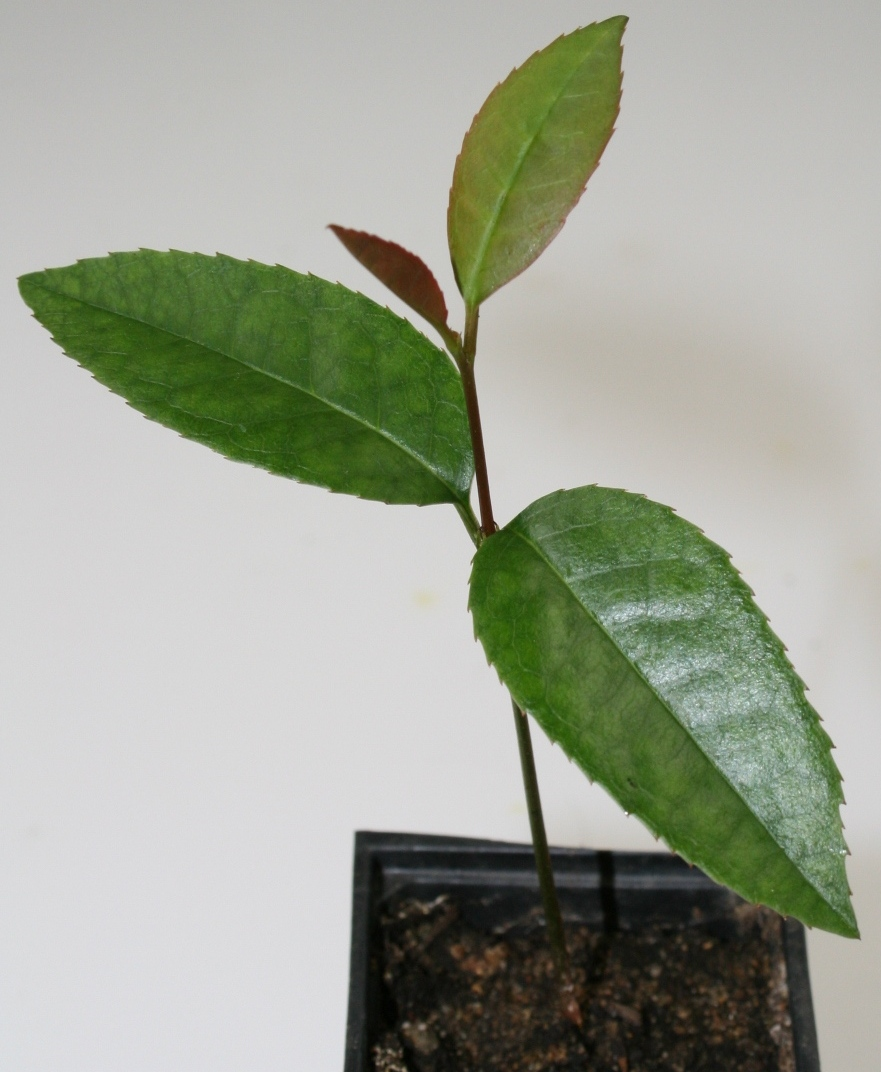